# 倫德山
66°58′S 50°28′E / 66.967°S 50.467°E
倫德山是南極洲的山峰，位於恩德比地，屬於圖拉山脈的一部分，處於格利德爾山以南，該山峰根據澳大利亞探險隊的空中照片被繪入地圖。